# Janggu
El janggu es un tambor de reloj tradicional coreano. Su función principal está dentro de la música tradicional coreana, donde puede ser utilizado como instrumento de acompañamiento (más habitual) o también solista. También lo se utiliza en la composición de música contemporánea, pero dicho uso no es tan habitual. 

## Historia[1]
Las primeras referencias que tenemos del Janggu son en el llamado periodo de Silla (57 aC-935 dC).] Los registros históricos más antiguos de Corea sobre un tambor con forma de reloj de arena pueden rastrearse hasta el reinado del Rey Munjong (1047-1084) de Goryeo como instrumento de campo. En libros de tradición asiática se dice que había varios instrumentos de percusión de la misma familia que estaban destinados a banquetes reales del Emperador Huizong de la Dinastía Song a la Corte de Goryeo en Gaeseong en 1114. A partir de ahí, dichos instrumentos han ido evolucionando hasta ser el instrumento que conocemos hoy. 
El janggu puede haber evolucionado desde el yogo (Hangul: 요고; Hanja: 腰鼓; literalmente "tambor de cintura"), otro tambor coreano similar pero más pequeño que todavía está en uso hoy en día. Se cree que el yogo se originó en el idakka, un instrumento indio introducido en Corea desde la India hasta China durante el período de Silla (57 aC-935 dC). La evidencia del yogo fue representada en las pinturas murales en la tumba de Jipanhyun de Goguryeo, y en las imágenes en el Templo de Gameun, las reliquias de Buda, hechas de bronce en el segundo año del rey Mun (682) durante el período de la Silla Unificada. Fue durante la época de Goryeo que el tamaño del Janggu creció a su nivel actual.

## Construcción[2]
El Janggu está formado por dos tambores, de diferente medida, que generan dos timbres diferentes, uno más agudo y uno más grave. La copa de dichos tambbores está hecho de madera, originalmente del árbol de Paulownia. Éste árbol, procedente de Corea, Japón y también otras variantes en China, es el favorito de los intérpretes, que afirman que genera un mejor sonido que los construidos a partir de otros árboles, como los sauces, cada vez más comunes a causa de la deforestación de Paulownias. 
La tela que cubre los dos tambores es de piel, originalmente de caballo. Al ser muy cara, en los países asiáticos se utiliza piel de perro, o materiales sintéticos en otros casos. Estos tambores se pueden afinar a diferentes alturas, gracias a una hebilla que tensa y destensa las cuerdas que aguantan la piel de los tambores. 
El janggu, como instrumento no tiene una medida fija, sino que varia en función del intérprete (que prefieren un instrumento de mayor o menor envergadura), pero suelen medir entre 45 y 55 cm de alto y entre 25 y 35 cm de ancho. 

### Partes[2]

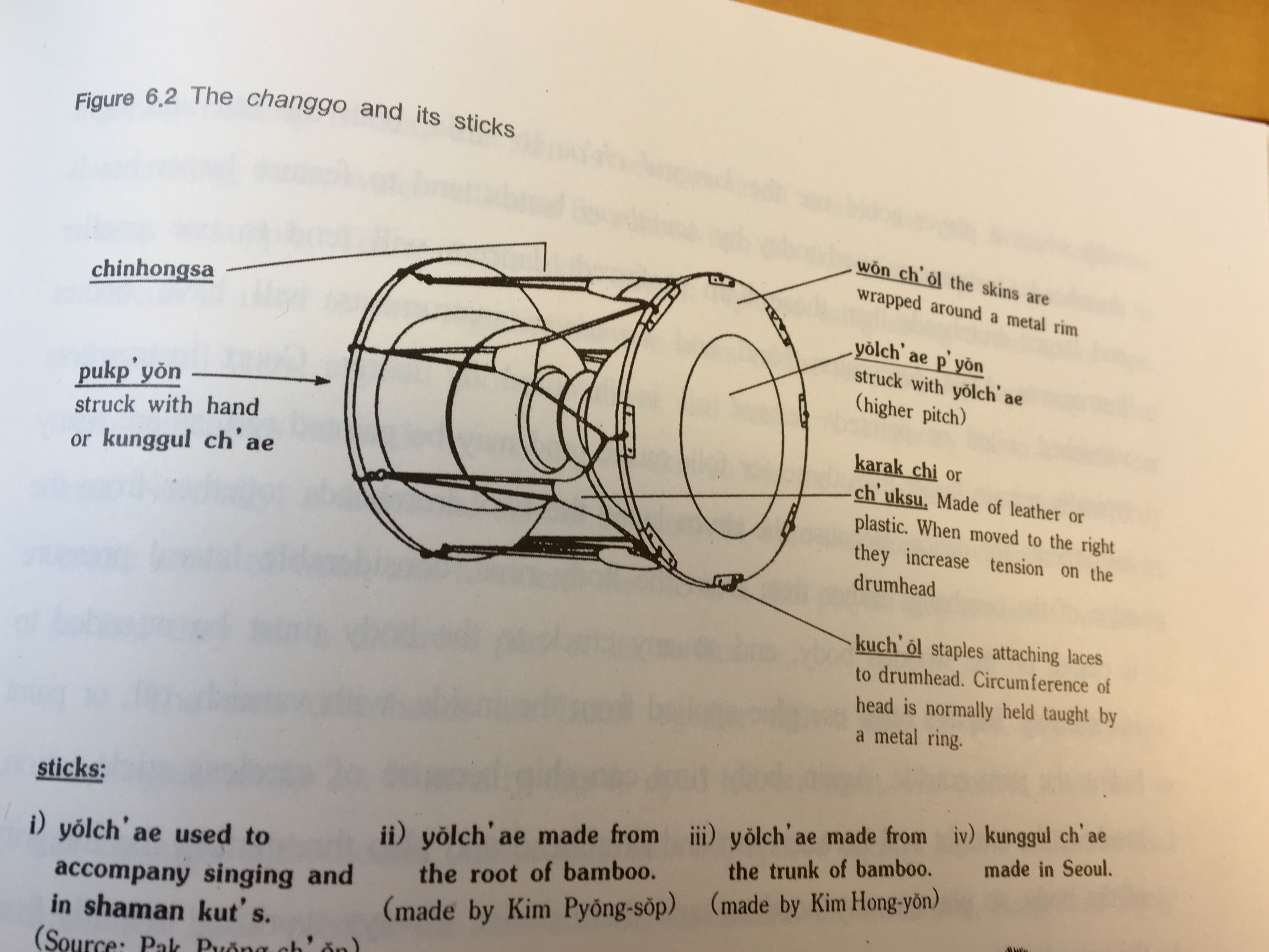

El instrumento está formado por varias partes. 
- Chinhongsa (hilos que tensan o destensan los tambores)
- Pukp’yon (tambor grave) - se coloca a la derecha en la mayoría de los estilos.
- Yolch’ae p’yon (tambor agudo)
- Won ch’ol (Pieza metálica que marca el borde de los tambores) a veces se pica para conseguir un sonido más percusivo
- Karak chi (Afinadores, de cuerda o plástico)
- Kuch’ol (Pieza que engarza la cuerda al tambor)

El instrumento se puede tocar o bien con la mano, o con la utilización de baquetas, que hay distintos tipos;
- Yolch’ae: Tipo de baqueta hecha de bambú. Dentro de éste, hay 3 tipos distinto de baqueta, dependiendo de la parte de la planta del bambú que se haya utilizado; raíz, caña o punta. Este tipo de baqueta es el más común, y el que más géneros distintos abarca.
- Kanggul: Baqueta de madera con un cilindro horizontal en la punta. Provoca un sonido más agresivo que el Yolch'ae. Suele tener elementos decorativos, como plumas o pelos saliendo de las puntas.

## Interpretación
Hay distintas maneras de tocar el Janggu. En prácticas tradicionales, se suele tocar de pie, con el instrumento colgando del hombro con una o dos cintas. A partir de ahí se toca utilizando las distintas baquetas contra los tambores, que quedan a los lados del cuerpo. 
En otras prácticas, como en la música más moderna o en la de las cortes, el intérprete se sienta de piernas cruzadas cogiendo el instrumento con la pierna derecha, y tocando con las manos, o con las baquetas pertinentes los tambores, que de nuevo quedan a los lados del cuerpo.

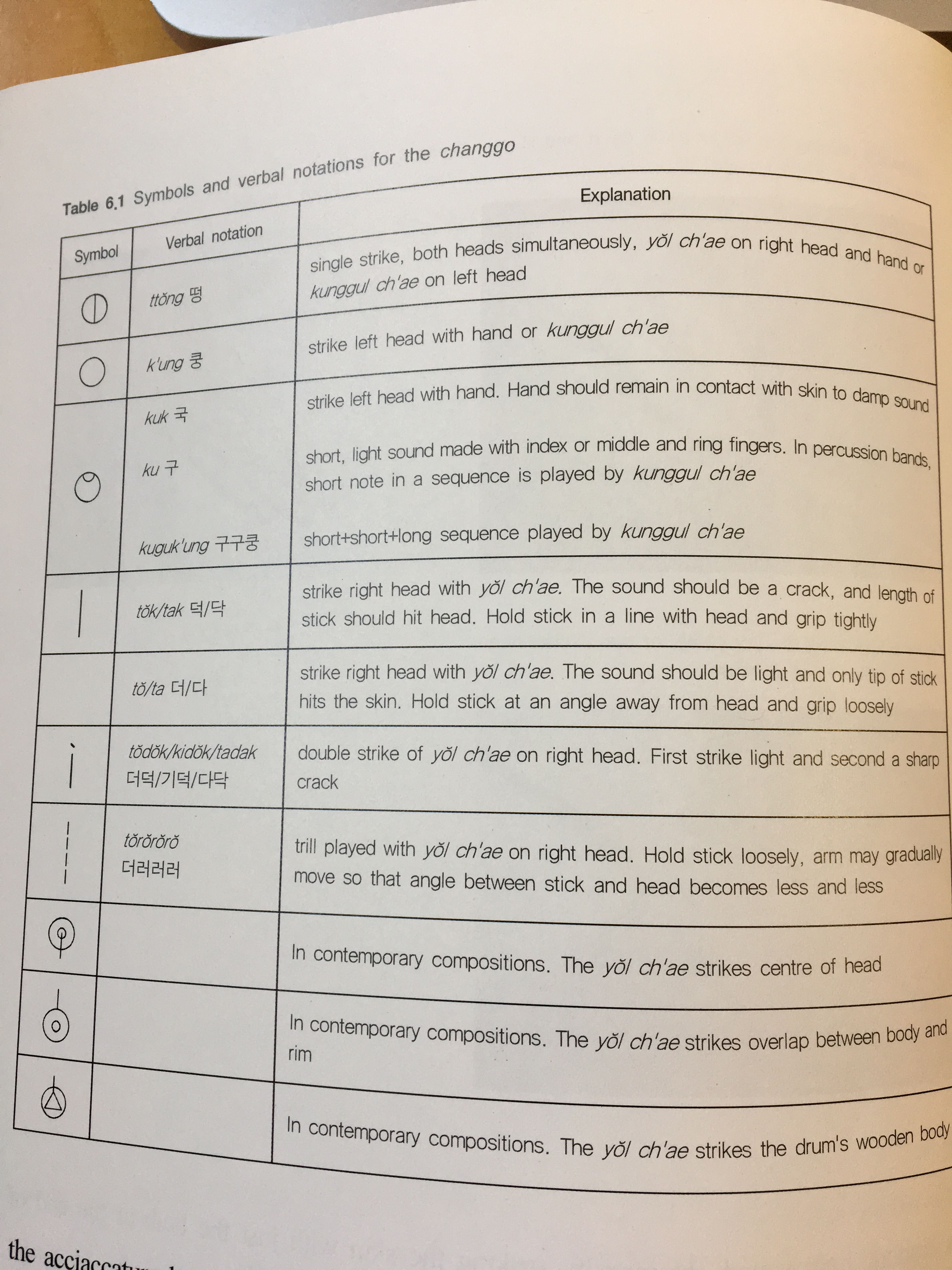

Como dicho anteriormente, se toca en su mayoría con las baquetas Yolch'ae, pero se puede variar mucho su interpretación según lo que se utilice para golpear el tambor (diferentes baquetas o manos) o el tipo de impacto. El tipo de impacto se marca en las partituras occidentales a través de unos símbolos, que pueden ser traducidos a letras coreanas que literalmente son la onomatopeya de lo que suena.  En las partituras occidentales, la notación suele ser la de un instrumento de percusión a dos alturas (Pentagrama de dos líneas), y en la parte superior se ponen los símbolos o letras que indican el tipo de impacto. 
Las diferentes afinaciones se marcan desde el inicio de la pieza y no suelen variar durante la misma, por cuestiones prácticas. 

## Janggu en la música tradicional Coreana[3]
La música coreana se divide (al igual que muchas músicas tradicionales) en la folclórica y la de élite. Como ya se ha comentado anteriormente, la forma de tocar el instrumento es distinta en estas dos variantes, al igual que el tipo de baqueta utilizada. 
Podemos distinguir dos estilos a la hora de tocar el Janggu en la música tradicional coreana:
Llamamos Sanjo cuando el instrumento se toca en espacios interiores como acompañamiento. En este estilo el Yolch’ae p’yon (tambor izquierdo, más agudo) se golpea con la palma de la mano, mientras el Pukp’yon (tambor derecho) se golpea con la baqueta Yolch'ae.
Llamamos Nongak  cuando el instrumento se toca en espacios exteriores, y la mano izquierda utiliza la baqueta Kanggul, mientras la mano derecha golpea con un Yolch'ae la parte media del Yolch’ae p’yon (tambor izquierdo). 

## En la música actual
El Janggu es un instrumento que ha sido utilizado por algunos compositores actuales para escribir obra contemporánea, aunque siempre en un ámbito étnico imitando sonoridades y formas de la música tradicional coreana, y aun así, la producción de música contemporánea con janggu es prácticamente nula.
Un ejemplo sería el compositor americano Thomas Osborne, que se especializa en el estudio de músicas del mundo y ha compuesto varias piezas para janggu. En las piezas que incluye el Janggu (ej. 'The spinning wheel' o 'Parallel lines') su función es la misma que en la música tradicional Coreana: acompañar. En un caso acompaña el geomungo y en el otro, varios instrumentos tradicionales coreanos: el piri, el haegeum y el gayageum. 
En sus obras no experimenta demasiado con el instrumento, aunque sí utiliza los diferentes ataques, timbres y baquetas que se utilizan en la música tradicional coreana. La notación de los diferentes ataques la encontramos en las partituras con la escritura tradicional coreana, además del símbolo correspondiente de cada ataque o gesto, puesto que los intérpretes suelen ser coreanos, aunque el compositor no lo sea. 
A diferencia de otros instrumentos como por ejemplo el Gamelan, que sí ha sido adoptado por compositores europeos durante el siglo XX, el janggu no ha tenido esta repercusión, quizá por el rol que desempeña, que difícilmente tiene más matices que el de acompañar. 

### Compositoras en la música actual coreana
Es curioso ver cómo las más importantes compositoras coreanas en la época actual tampoco componen teniendo en cuenta el janggu, puesto que es un instrumento que su uso actual solo está en la práctica de representaciones históricas como Sanjo. 
Si se analiza la obra de artistas como Lee Young-Ja, Byeon Gyewon o Jeong Yeon-Ok, vemos que sí utilizan otros instrumentos autóctonos de su tierra, como por ejemplo el gayageum, o el piri y por tanto la sonoridad nos recuerda un poco a la música tradicional coreana, pero la forma es distinta y por lo tanto no habrá un janggu acompañando un instrumento principal como en el sanjo que previamente comentaba.